# The Crying Game (canción)
«The Crying Game» ("El Juego de las lágrimas") es una canción escrita por Geoff Stephens y editada por Dave Berry en julio de 1964. Alcanzó a llegar al puesto número 5 en las listas de popularidad del Reino Unido.

## Reposiciones

### Versión de Boy George
La canción fue repuesta por Boy George en 1992 para ser utilizada como tema principal de la película homónima del director Neil Jordan y de la banda sonora de Ace Ventura: Pet Detective de 1994 del director Tom Shadyac. Tras ser producida por la banda Pet Shop Boys, la canción se convirtió en un éxito llegando al lugar 22 en el Reino Unido y en el 15 según las listas de Billboard Hot 100, en Estados Unidos. En Canadá sí llegó al primer lugar.

### Versiones de otros artistas
La lista de artistas que han grabado la canción con su propio estilo son: Brenda Lee, The Associates, Kylie Minogue, Percy Sledge, Chris Spedding, Blue System , Alex Moore y Nicki Minaj

## Datos
En la película, cuando Dil canta la canción, la voz pertenece a la actriz inglesa Kate Robbins. Momentos más tarde se puede escuchar la canción nuevamente, como fondo, en la versión de Boy George.
- Datos: Q3986479